# Chikan, Zhanjiang
Chikan, tidigare stavat Chikhom, är ett stadsdistrikt och säte för stadsfullmäktige i staden Zhanjiang på prefekturnivå i provinsen Guangdong i sydöstra Kina.
Chikan är indelat i åtta stadsdelsdistrikt (jiedao). 
- Beiqiao (北桥街道)
- Cunjin (寸金街道)
- Diaoshun (调顺街道)
- Minzhu (民主街道)
- Nanqiao (南桥街道)
- Shawan (沙湾街道)
- Zhonghua (中华街道)
- Zhongshan (中山街道)